# Зінченко Віктор Олександрович
Ві́ктор Олекса́ндрович Зі́нченко — солдат Збройних сил України, учасник російсько-української війни.
20 вересня 2014-го був звільнений з полону терористів «ДНР».

## Нагороди
За особисту мужність і героїзм, виявлені у захисті державного суверенітету та територіальної цілісності України, вірність військовій присязі під час російсько-української війни
- нагороджений орденом «За мужність» III ступеня (9.4.2015).